# Harpalus anxius
Espèce
Harpalus anxius est une espèce de Coléoptères de la famille des Carabidae.

## Description
Harpalus anxius comprend des coléoptères de couleur noire dont la taille est de 6,8 à 8,2 mm. Il s'agit d'une espèce de coléoptère phytophage et xérophile originaire de l'Écozone paléarctique.

## Taxonomie
Le nom valide complet (avec auteur) de ce taxon est Harpalus anxius (Duftschmid, 1812).
L'espèce a été initialement classée dans le genre Carabus sous le protonyme Carabus anxius Duftschmid, 1812.

### Synonymie
Harpalus anxius a pour synonymes :
- Carabus anxius Duftschmid, 1812
- Carabus piger Duftschmid, 1812
- Carabus sericeus Duftschmid, 1812
- Harpalus amicus L.Dufour, 1843
- Harpalus faber Ménétriés, 1832
- Harpalus femoralis Stephens, 1828
- Harpalus friulanus G.Müller, 1926
- Harpalus nigripes Sturm, 1818
- Harpalus piger (Duftschmid, 1812)
- Harpalus tibialis Audinet-Serville, 1821

## Distribution
Son aire de répartition comprend l'Europe et le Proche-Orient. En Europe, il n'est absent que dans les pays ou îles suivants : Andorre, les Açores, les Canaries, les Channel Islands, Crète, Cyclades, Chypre, Dodécanèse, les Îles Féroé, Franz Josef Land, Gibraltar, Islande,  Madère, Malte, Monaco, les îles du Nord de la mer Égée, la Norvège, la Nouvelle-Zélande, le Portugal, Saint-Marin, les îles Sauvages, la Sicile, Svalbard et Jan Mayen, et la Cité du Vatican. Sa présence aux Îles Baléares et en Sardaigne est douteuse. En Irlande, on le trouve dans les comtés de Meath et Kerry.

## Habitat
Harpalus anxius préfère les landes sableuses et les dunes.